# Zwarte kerkje

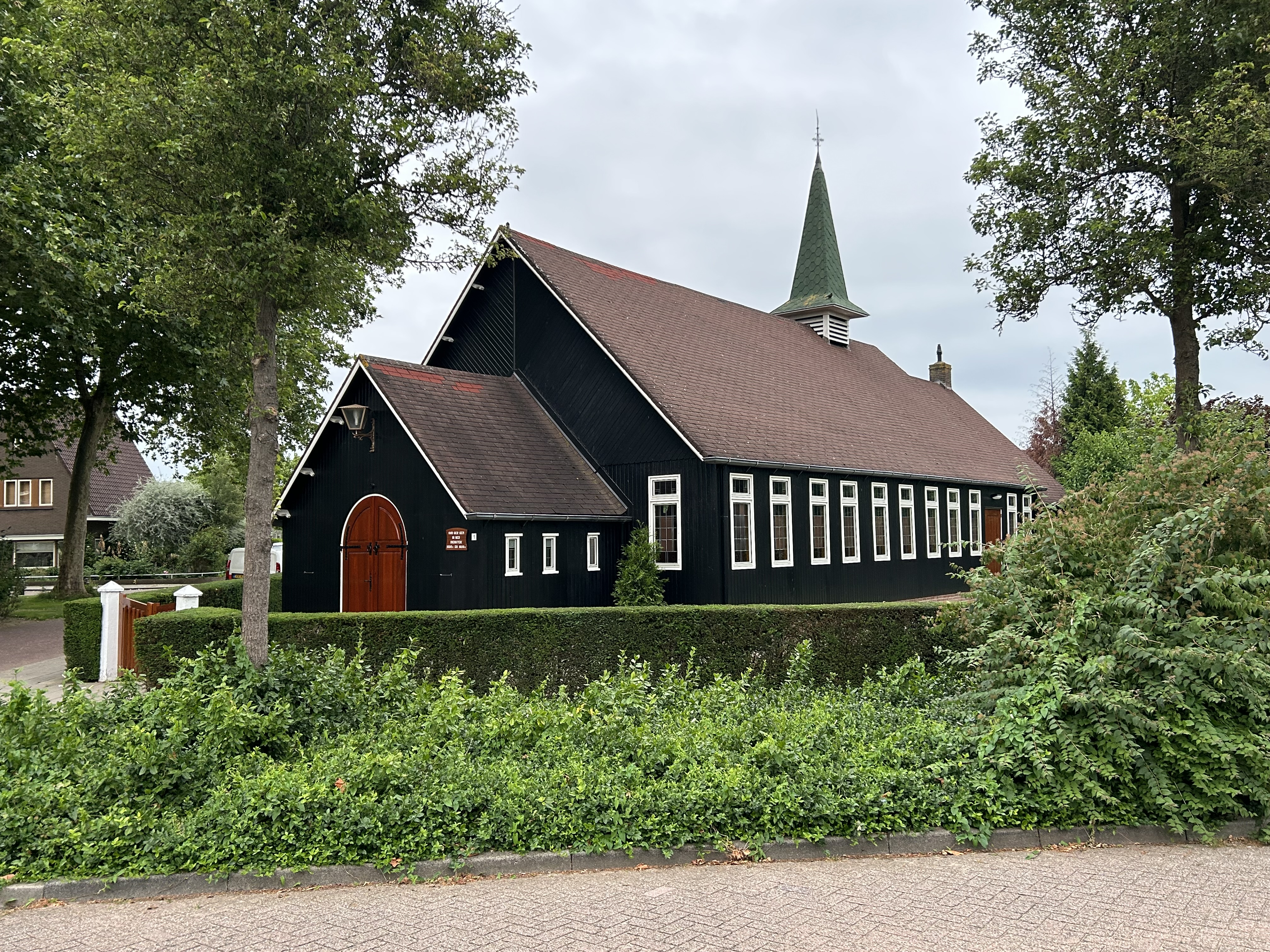
Zwarte kerkje

Het Zwarte kerkje is een kerkgebouw aan de Van Tienhoven van de Boogaardstraat 1 in de tot de Noord-Brabantse gemeente Altena behorende plaats Werkendam.

## Geschiedenis
Het Zwarte kerkje was een noodkerk, door Zweden geschonken ten behoeve van de wederopbouw na de Watersnood van 1953. Aanvankelijk was het gebouw in gebruik bij de Christelijke Gereformeerde Kerk. Daarna ging het over naar de Oud Gereformeerde Gemeenten in Nederland.

## Gebouw
Het betreft een zwart geteerd houten  kerkgebouwtje. Het is een eenvoudig houten gebouwtje met een dakruiter. Het Zwarte kerkje is geklasseerd als Gemeentelijk Monument.